# Philip Marlowe, détective privé
Philip Marlowe, détective privé (Philip Marlowe, Private Eye) est une série télévisée américaine en 11 épisodes de 55 minutes, créée d'après le personnage éponyme de Raymond Chandler et diffusée entre le 16 avril 1983 et le 3 juin 1986 sur HBO. En France, la série a été diffusée pour la première fois le 3 janvier 1986 sur FR3.

## Distribution
- Powers Boothe : Philip Marlowe
- Kathryn Leigh Scott : Annie Riordan
- William Kearns : Violet Magee

## Épisodes

### Première saison (1983)
1. Titre français inconnu (The Pencil)
2. Titre français inconnu (The King in Yellow)
3. Titre français inconnu (Finger Man)
4. Titre français inconnu (Nevada Gas)
5. Titre français inconnu (Smart Aleck Kill)

### Deuxième saison (1986)
1. Titre français inconnu (Blackmailers Don't Shoot)
2. Titre français inconnu (Spanish Blood)
3. Titre français inconnu (Pickup on Noon Street)
4. Titre français inconnu (Guns at Cyrano's)
5. Titre français inconnu (Trouble Is My Business)
6. Titre français inconnu (Red Wind)